# Halina Taras
Halina Taras – polska archeolog, dr hab. nauk humanistycznych, adiunkt Instytutu Archeologii Wydziału Humanistycznego Uniwersytetu Marii Curie-Skłodowskiej w Lublinie.

## Życiorys
W 1980 otrzymała tytuł magistra za pracę dotyczącą kultur trzcinieckich na Lubelszczyźnie, natomiast 25 listopada 1992 obroniła pracę doktorską pt. Kultura trzciniecka w międzyrzeczu Wisły, Bugu i Sanu, otrzymując doktorat, a 19 maja 2014 uzyskała stopień doktora habilitowanego w zakresie nauk humanistycznych na podstawie rozprawy zatytułowanej Społeczeństwa pogranicza zlewni Bałtyku i Morza Czarnego w II tysiącleciu BC.
Została zatrudniona na stanowisku adiunkta w  Instytucie Archeologii na Wydziale Humanistycznym Uniwersytetu Marii Curie-Skłodowskiej w Lublinie.

## Wybrane publikacje
- 1994: Halina Taras, Zalesie, st. 5, gm. Jeżowe, woj. tarnobrzeskie, AZP 85-77/4[1]
- 1994: Halina Taras, Hrubieszów-Podgórze, st. 5, gm. loco, woj. zamojskie, AZP 87-94/32[1]
- 1997: Józef Niedźwiedź, Halina Taras, Wyniki badań wykopaliskowych na osadzie wielokulturowej w Teptiukowie, stan. 6, woj. zamojskie 1996 r.[1]
- 2005: Krystyna Pawłowska, Magdalena Swaryczewska, Ochrona dziedzictwa kulturowego. Zarządzanie i partycypacja społeczna, Wydawnictwo Uniwersytetu Jagiellońskiego, Kraków 2002: [recenzja] Halina Taras, Wojciech Taras[1]
- 2007: Jolanta Bagińska, Halina Taras, Kurhan 1 kultury ceramiki sznurowanej na stan. 25 w Łubczu, pow. tomaszowski[1]
- 2010: Halina Taras, Odrębność rzeczywista a poczucie inności w populacjach późnej i schyłkowej fazy kultury trzcinieckiej na Wyżynie Sandomierskiej (na przykładzie wybranych zespołów grobowych)[1]